# James O'Keefe
James Edward O'Keefe III, né le 28 juin 1984 dans le comté de Bergen (États-Unis), est un militant politique conservateur américain. 
Il produit des rencontres secrètes audio et vidéo sous couverture enregistrées avec des personnalités et des travailleurs d'organisations universitaires, gouvernementales et de services sociaux, aux fins de démontrer un comportement abusif ou potentiellement illégal de la part d'employés et / ou de représentants de ces organisations. Il lui a été reproché d'avoir édité de manière sélective des vidéos afin de mal représenter le contexte des conversations et les réponses des sujets, créant supposément la fausse impression que des personnes auraient dit ou fait des choses qu'elles n'ont pas faites,,,.

## Biographie

### Éducation
James Edward O'Keefe III est né dans le comté de Bergen, dans le New Jersey, et est l'aîné des deux enfants de James, ingénieur en matériaux et de Deborah O'Keefe, thérapeute physique. Il a une sœur plus jeune,,.
O'Keefe a grandi à Westwood, dans le New Jersey. Sa maison était politiquement « conservatrice mais pas trop rigide », selon son père. Il est diplômé de la Westwood High School, où il a manifesté un intérêt précoce pour les arts, le théâtre et le journalisme. Il a atteint Eagle Scout, le plus haut rang des Boy Scouts of America. O'Keefe a débuté à l'université Rutgers en 2002 et s'est spécialisé en philosophie. À partir de sa deuxième année, il a écrit une chronique bi-hebdomadaire pour The Daily Targum, le journal étudiant de l'université. Il a quitté le Targum et a fondé le Rutgers Centurion, un journal étudiant conservateur soutenu par une subvention de 500 $ intitulée Balance in the Media, du Leadership Institute.
Pour sa première vidéo, lui et d'autres rédacteurs de Centurion ont rencontré le personnel des restaurants Rutgers pour demander l'interdiction des céréales Lucky Charms dans les salles à manger en raison de l'agression qu'elles représentaient contre les Américains d'origine irlandaise. O'Keefe a mis en avant que la mascotte de lutin présentait en effet un stéréotype. Il avait l'intention de piéger les fonctionnaires : paraître insensibles à un groupe ethnique ou avoir l'air ridicules en acceptant d'interdire Lucky Charms. Ils s'attendaient à être renvoyés de l'école mais le responsable de Rutgers a fait preuve de courtoisie, a pris des notes et a déclaré que leurs préoccupations seraient prises en compte. Le personnel de Rutgers a finalement déclaré que les céréales n'avaient jamais été retirées du menu.

### Carrière
Après avoir obtenu son diplôme de Rutgers, O'Keefe a travaillé pendant un an au Leadership Institute (LI) à Arlington, en Virginie, auprès du spécialiste des médias Ben Wetmore, qu'O'Keefe appelle son mentor. L'institut l'envoya dans des collèges pour former des étudiants à la création de journaux indépendants conservateurs, mais, après un an, des responsables du LI lui demandèrent de partir. Selon le président et fondateur de LI, Morton Blackwell, O'Keefe était « très efficace et très enthousiaste », mais après un an, il a été prié de partir parce que son travail d'activiste avait menacé le statut d'organisme à but non lucratif en tentant d'influencer la législation,.
O'Keefe a produit et distribué secrètement des vidéos et des fichiers audio enregistrés - et parfois édités de manière supposément trompeuse - lors de rencontres avec des entités ou des individus ciblés,. Son travail prend la forme de piqûres d'infiltration destinées aux groupes libéraux et aux politiciens. Il aurait cherché à « embarrasser » et à « nuire » à ses cibles, telles que le sénateur Landrieu et Association of Community Organizations for Reform Now (ACORN),,,,.
Il aurait cherché à maximiser la publicité en publiant des vidéos enregistrées secrètement pendant plusieurs jours ou mois, souvent en relation avec des autorisations de financement ou des actions politiques significatives liées à l'organisation en question,. De nombreuses vidéos ont reçu une large couverture médiatique suscitant des réactions importantes, plus particulièrement celle concernant ACORN qui a donné lieu au gel des fonds au Congrès, à la résiliation du contrat de deux agences d'exécution et à plusieurs licenciements de travailleurs ACORN, et des vidéos de cadres de la National Public Radio (NPR) qui a conduit à la démission de la directrice générale Vivian Schiller,,, peu de temps avant les audiences de financement du Congrès impliquant NPR.
En janvier 2010, O'Keefe a commencé une chronique sur le site Web de Breitbart, BigGovernment.com. Dans une interview, Breitbart a déclaré qu'il avait versé à O'Keefe un salaire correspondant à ses « droits viager » pour que ses vidéos soient d'abord publiées sur son site Web. En 2010, O'Keefe crée sa propre organisation, Project Veritas, dont la mission déclarée est « d'enquêter sur la corruption, la malhonnêteté, les délits de conduite, le gaspillage, la fraude et d'autres actes répréhensibles au sein d'institutions publiques et privées, afin de parvenir à un comportement plus éthique et à une société transparente. »
Une grande partie du financement de Project Veritas provient de dons anonymes provenant de Donors Trust, un fonds conservateur américain, conseillé par les donateurs, qui, selon son matériel promotionnel, dit qu'il « gardera vos dons de bienfaisance privés, en particulier les dons finançant des questions sensibles ou controversées... » La Fondation Trump, qui a fait un don de 10 000 dollars en mai 2015, compte parmi les principaux donateurs,.
O'Keefe est un activiste conservateur qui défend les points de vue conservateurs, pro-marchés et anti-gouvernementaux,, et il s'est lui-même décrit comme étant un « radical progressiste », car il veut changer les choses. James O'Keefe se considère comme un muckraker. O'Keefe a exprimé son admiration pour la philosophie de G. K. Chesterton et milite pour une presse libre,,.
En avril 2021, Twitter bannit de façon permanente James O’Keefe, l'accusant d'avoir violé les règles du réseau social en matière de spam et de manipulation de la plateforme qui interdisent aux utilisateurs de gérer de faux comptes et d’utiliser plusieurs comptes. O’Keefe, qui nie avoir jamais géré de faux comptes, a déclaré à Forbes qu’il prévoyait de poursuivre Twitter pour diffamation.

## Travaux

### Enregistrements de planning familial (2008)
En 2006, O'Keefe a rencontré Lila Rose, fondatrice d'un groupe anti-avortement sur le campus de UCLA. Ils ont secrètement enregistré des rencontres dans des cliniques de planification familiale. Rose a posé comme une adolescente enceinte cherchant des conseils (une fille de 15 ans, enceinte d'un homme de 23 ans) ; ils ont fait deux vidéos et les ont publiées sur YouTube. Dans l'une d'elles, une employée d'une clinique à Los Angeles a déclaré à Rose « qu'elle pourrait » trouver une date de naissance qui marche « pour éviter que la PPLA n'en informe la police ».
En 2007, O'Keefe a téléphoné à plusieurs cliniques de planification familiale et a secrètement enregistré les conversations. Il s'est fait passer pour une donatrice en lui demandant si ses dons seraient appliqués aux besoins des femmes appartenant à des minorités. Quand on leur a dit qu'ils pourraient l'être, il a fait des commentaires « motivés par la race ». Par enregistrements audio, les travailleurs de cliniques dans six autres États ont accepté d'accepter son don dans des conditions similaires.
Planned Parenthood of California a déposé une ordonnance de « cesser et de s'abstenir » contre Lila Rose, l'accusant d'avoir violé les lois de l'État contre les enregistrements secrets. La commande l'obligeait à supprimer les vidéos de YouTube et à remettre tous les enregistrements à l'organisation. Elle s'est conformée à la loi.
Après la publication des quatre enregistrements audio de O'Keefe en 2008, Planned Parenthood of Ohio a publié une réponse publique, affirmant que les paroles du travailleur constituaient « une violation de toute politique, et que c'était très dérangeant ». Le PDG a déclaré : « Le planning familial a une longue histoire de justice sociale ». D'autres bureaux ont souligné la grande variété de services offerts par l'organisation aux communautés à faible revenu. Les dirigeants afro-américains ont appelé au retrait du financement public de l'organisation.

### Vidéos ACORN (2009)
En septembre 2009, O'Keefe et son associée, Hannah Giles, ont publié des enregistrements de caméras cachées dans lesquels Giles se présentait comme une prostituée et O'Keefe, son petit ami, étudiant en droit, dans le but de susciter des réactions préjudiciables des employés de l'Association of Community Organizations for Reform Now (ACORN), une organisation de défense des droits des personnes à revenu faible ou modéré depuis 40 ans.
Un correspondant du Washington Post [Qui ?] rapporte qu'O'Keefe « a déclaré avoir ciblé ACORN pour les mêmes raisons que la droite politique : ses campagnes massives d'inscription des électeurs » et « les politiciens sont élus à eux seuls à cause de cette organisation ». ACORN a principalement enregistré des personnes des communautés latino -américaines et afro-américaines.
Les vidéos ont été enregistrées pendant l'été 2009  et semblent montrer des employés de niveau inférieur d'ACORN dans six villes fournissant des conseils à Giles et O'Keefe sur les moyens d'éviter la détection par les autorités de fraude fiscale, de trafic de personnes et de prostitution d'enfants. Il a encadré les enregistrements clandestins avec une préface de lui vêtu d'un costume de proxénète, qu'il portait également dans des interviews télévisées. Cela a donné aux téléspectateurs, y compris aux médias, l'impression qu'il s'était habillé de la sorte lorsqu'il s'adressait aux travailleurs d'ACORN. Cependant, il est effectivement entré dans les bureaux d'ACORN en tenue de ville conservatrice (la manche de sa chemise est visible sur l'appareil photo). En outre, les employés d'ACORN impliqués ont signalé ses activités à la police après son départ. O'Keefe a édité et manipulé de manière sélective ses enregistrements d'employés d'ACORN et a déformé les chronologies. Plusieurs journalistes et organes de presse ont exprimé leur regret de ne pas avoir correctement examiné et vérifié son travail,.
Le 10 avril 2012, le site de potins politiques Wonkette a annoncé qu'Andrew Breitbart avait signé un contrat de 120 000 USD pour le droit à la vie de O'Keefe et Giles, basé sur les vidéos d'ACORN. Le contrat a été payé par tranche de 5 000 dollars par mois. Giles a finalement reçu 32 000 $ US avant de se séparer de Breitbart sur ce qu'elle a décrit dans les dépositions légales comme « un conflit de visions ». O'Keefe a finalement reçu 65 000 $.

#### Réception et procès
Après la publication des vidéos jusqu'à l'automne 2009, le Congrès américain a rapidement voté en faveur d'un gel du financement fédéral destiné à ACORN. Le Census Bureau et l'IRS ont mis fin à leurs relations contractuelles avec ACORN. En décembre 2009, une enquête externe sur ACORN avait été publiée. Elle révélait toute organisation illégale, tout en notant que ses mauvaises pratiques de gestion contribuaient à des actions non professionnelles de la part de certains employés de niveau inférieur,. En mars 2010, ACORN a annoncé sa dissolution en raison d'une perte de financement de la part du gouvernement, notamment de sources privées.
Le 1er mars 2010, le procureur de Brooklyn à cette époque [Qui ?] conclut que le personnel d'ACORN à New York n'avait commis aucun acte criminel. À la fin de mars 2010, Clark Hoyt, alors rédacteur en chef du New York Times, a passé en revue les vidéos, les transcriptions complètes et le son intégral. Hoyt a écrit « Les vidéos ont été fortement éditées. La séquence de certaines conversations a été modifiée. Certains travailleurs semblaient inquiets pour Giles, l'un lui conseillant de faire appel à une aide juridique. Dans deux villes, des travailleurs d'ACORN ont appelé la police. Mais les mots les plus accablants correspondent aux transcriptions et à l'audio et ne semblent pas hors contexte ». 
Le bureau Procureur général de Californie a accordé à O'Keefe et Giles une immunité limitée contre les poursuites en échange de la fourniture de toutes les bandes vidéo non éditées relatives aux bureaux d'ACORN en Californie. Le rapport de l'AG a été publié le 1er avril 2010, concluant que les vidéos des bureaux d'ACORN à Los Angeles, San Diego et San Bernardino avaient été « sévèrement éditées ». Le rapport a révélé qu'il n'y avait aucune preuve de comportement criminel des employés de ACORN ni aucune preuve qu'un employé avait l'intention d'aider ou de favoriser un comportement criminel. Il a constaté que trois employés avaient tenté de détourner les projets du couple, leur avait dit qu'ACORN ne pouvait pas leur offrir de l'aide pour les motifs qu'ils souhaitaient et qu'ils les réglaient autrement de manière appropriée. Un tel contexte n'était pas reflété dans les bandes éditées de O'Keefe. Le rapport de l'AG indiquait que « O'Keefe a déclaré qu'il tenait à faire valoir un point et à nuire à ACORN et qu'il n'a donc pas agi en tant que journaliste relatant de manière objective une histoire ». Il n'a trouvé aucune preuve de l'intention des employés d'aider le couple. Le rapport a également noté « un déficit grave et criant en matière de gestion, de gouvernance et de responsabilité au sein de l'organisation ACORN » et a indiqué que son comportement « suggère une éthique organisationnelle contraire aux normes de la société américaine. Donner des conseils et encourager les activités illégales ne permet pas de responsabiliser et de servir les familles à revenu faible ou moyen ». 
Le rapport de la vérificatrice générale a confirmé que Juan Carlos Vera, employé de ACORN, montré dans la vidéo de O'Keefe comme aidant apparemment une proposition de trafic d'êtres humains, avait immédiatement signalé sa rencontre avec le couple à un inspecteur de la police américaine à l'époque afin de contrecarrer leur plan. À la suite du rapport de l'AG, cet employé, qui avait été licencié par ACORN après la sortie de la vidéo, a poursuivi O'Keefe et Giles en 2010. Il a allégué une atteinte à la vie privée et a cité une loi californienne interdisant les enregistrements sans le consentement de toutes les parties concernées.
Sur la base de la cassette vidéo éditée par O'Keefe, Vera a semblé être une participante volontaire à contribuer au plan de O'Keefe visant à introduire clandestinement de jeunes femmes aux États-Unis. Cependant, les autorités ont confirmé que M. Vera les avait immédiatement contactées à propos d'O'Keefe et qu'il avait également encouragé O'Keefe à partager autant d'informations que possible sur son projet et à rassembler des preuves supplémentaires de ses activités illégales, qui pourraient ensuite utilisé par les procureurs pour engager des poursuites contre O'Keefe pour tentative de traite des êtres humains. En raison de la publication par O'Keefe de la vidéo au montage douteux, conçue intentionnellement pour prouver que les employés de ACORN étaient prêts et désireux de se livrer à des activités illicites, M. Vera a perdu son emploi et a été faussement accusé de trafic d'êtres humains. O'Keefe a indiqué qu'il « regrettait toute douleur » causée par ses actes irresponsables, bien que son avocat ait rejeté toutes les blessures alléguées subies par Vera et déclaré que le paiement constituait un « règlement dommageable ».
O'Keefe a demandé un jugement sommaire en sa faveur, alléguant que le demandeur ne pouvait raisonnablement pas s'attendre à ce que la conversation soit privée. En août 2012, le juge fédéral saisi de l'affaire a rejeté la requête en jugement sommaire de O'Keefe. Le juge a décidé qu'O'Keefe avait « induit le demandeur en erreur en lui faisant croire que la conversation resterait confidentielle en se faisant passer pour un client qui recherchait des services auprès de ACORN et en lui demandant si sa conversation était confidentielle ». Le 5 mars 2013, O'Keefe a accepté de verser 100 000 USD à Juan Carlos Vera, ancien employé de ACORN en Californie, pour avoir délibérément déformé les actes de M. Vera. Il a reconnu dans le règlement qu'il ne savait pas, à la date de publication de sa vidéo, la police à propos de l'incident. Le règlement contenait les excuses suivantes : « O'Keefe regrette les souffrances endurées par M. Vera ou sa famille ».
Le 14 juin 2010, le Government Accountability Office (GAO) des États-Unis a publié son rapport, concluant que rien ne prouvait qu'ACORN, ni aucun de ses organismes apparentés, avait mal utilisé les 40 millions de dollars des fonds fédéraux reçus ces dernières années[réf. nécessaire].

### Sénatrice Mary Landrieu (2010)
O'Keefe et ses collègues ont été arrêtés au complexe fédéral Hale Boggs à La Nouvelle-Orléans en janvier 2010 et accusés d'avoir pénétré dans une propriété fédérale sous de faux motifs avec l'intention de commettre un crime, au bureau de la sénatrice Mary Landrieu, démocrate. Robert Flanagan, le fils de William Flanagan, procureur américain par intérim du district oriental de la Louisiane, figurait parmi ses trois militants, qui étaient habillés en réparateurs téléphoniques au moment de leur arrestation,. Les quatre hommes ont été accusés d'intention malveillante d'endommager le système téléphonique. O'Keefe a déclaré qu'il était entré dans le bureau de Landrieu pour enquêter sur des plaintes selon lesquelles elle ignorait les appels téléphoniques des électeurs lors du débat sur le projet de loi relatif aux soins de santé du président Barack Obama.
Les accusations dans l'affaire ont été réduites d'un crime à un seul chef de délit d'entrée dans un immeuble fédéral sous de faux motifs,. O'Keefe et les autres ont plaidé coupable le 26 mai. O'Keefe a été condamné à trois ans de probation, à 100 heures de travaux communautaires et à une amende de 1 500 dollars. Les trois autres hommes ont été condamnés à des peines moins lourdes.
En août 2013, O'Keefe a réexaminé l'incident en publiant une vidéo intitulée « Une confrontation avec l'ancien procureur américain Jim Letten sur le campus de l'université Tulane ». Letten est un ancien procureur américain républicain qui s'est récusé après l'incident de Landrieu car il connaissait le père de l'un des hommes impliqués. La vidéo montre Letten accusant O'Keefe de terroriser la femme de Letten chez eux, de le harceler et d'intrusion sur le campus de Tulane. Il a qualifié O'Keefe de lâche et de spud et a qualifié O'Keefe et ses compagnons de hobbits et de racailles.

### Vidéo NPR (2011)
Le 8 mars 2011, peu de temps avant le vote du Congrès américain sur le financement de la National Public Radio (NPR), O'Keefe a publié une vidéo de la discussion avec Ronald Schiller, vice-président principal de la collecte de fonds pour la collecte de fonds et associée à Betsy Liley. Le contenu brut a été secrètement enregistré par les partenaires d'O'Keefe, Ken Larrey  et Shaughn Adeleye.
Dans les vidéos publiées par O'Keefe, les dirigeants de la NPR ont été rencontrés avec des représentants d'une organisation caritative musulmane autoproclamée appelée le Muslim Education Action Center qui souhaitait faire un don d'argent à la NPR. Lors de la réunion, les représentants ont affirmé que leur organisme de bienfaisance était affilié aux Frères musulmans. NPR a répondu en déclarant que les remarques de Schiller étaient présentées hors séquence et qu'il disait qu'il parlerait personnellement et non pour NPR. Schiller a déclaré que certains républicains haut placés estimaient que le parti républicain avait été détourné par un groupe radical (le Tea Party) qu'ils qualifiaient d' « islamophobe » et de « peuple raciste sérieux », et que Schiller n'était pas en désaccord, selon NPR, « Le montage de O'Keefe donnait l'impression que c'étaient les opinions de Schiller. Schiller dit ensuite que, contrairement aux républicains de l'établissement, le mouvement croissant du Tea Party au sein du parti « est impliqué de façon fanatique dans la vie personnelle des gens et est un chrétien fondamental - je ne dirais même pas que ce soit chrétien. C'est ce genre de mouvement évangélique étrange.  [sic] » »,
Plus tard dans la vidéo montée, Schiller semble croire que NPR serait « mieux loti à long terme sans financement fédéral », expliquant que la suppression du financement fédéral donnerait à NPR plus d'indépendance et supprimerait l'idée fausse largement répandue selon laquelle NPR est largement financée le public. Mais sur la bande brute, Schiller a également déclaré que le retrait du financement fédéral causerait la chute des stations locales et que NPR faisait « tout ce que nous pouvions » pour le garder.
Dans une déclaration publiée avant l'analyse de la vidéo brute plus longue, NPR a déclaré : « Les commentaires de Schiller sont en conflit direct avec la position officielle de NPR... L'organisation frauduleuse représentée dans cette vidéo nous a exhortés à plusieurs reprises à accepter un chèque de 5 millions de dollars sans condition, que nous avons refusé à plusieurs reprises d'accepter ». Après avoir visionné la vidéo inédite, Scott Baker, rédacteur en chef de TheBlaze, a déclaré que les dirigeants de NPR « semblent être des personnes assez équilibrées ».
Les journalistes Ben Smith, James Poniewozik et Dave Weigel ont exprimé leur regret d'avoir élargi la diffusion des vidéos NPR d'O'Keefe sans les examiner de près.

#### Accueil
La comparaison entre la vidéo brute et celle publiée a révélé une édition qualifiée de sélective et trompeuse par Michael Gerson, rédacteur d'opinion au Washington Post, qui écrivait : « O'Keefe n'a pas simplement laissé une fausse impression ; un mensonge élaboré et séduisant ». Le magazine Time a écrit que la vidéo « transposait les remarques d'une autre partie de la réunion », était « manipulatrice » et « un coup de force partisan ».
La vidéo brute montre que Schiller a déclaré aux deux hommes « que les donateurs ne peuvent espérer influencer la couverture de l'actualité ». Sur la bande plus longue, il déclare : « Il existe un pare-feu tellement important entre le financement et les reportages : les journalistes ne seront pas influencés de quelque manière que ce soit ». Le journaliste de radio Al Tompkins, qui enseigne à l'Institut Poynter, a noté que Ron Schiller était une collecte de fonds, et non un responsable affectant la salle de presse. Il a commenté sur la bande vidéo brute : « Le message qu'il a dit le plus souvent - j'ai compté six fois : il a dit à ces deux personnes qu'il ne s'était jamais rencontré auparavant que vous ne pouvez pas acheter de couverture ».
Le 17 mars, Martha T. Moore d' USA Today a déclaré : « Selon l'analyse de The Blaze, les remarques les plus incendiaires de Ron Schiller, selon lesquelles les membres du Tea Party sont sérieusement racistes, ont été faites alors qu'il racontait les points de vue des républicains avec lesquels il s'est entretenu.... bien qu'il ne semble pas être en désaccord. Cela montre également que Schiller semble rire de la diffusion potentielle de la charia islamique, alors que la version longue montre qu'il a ri en réaction à quelque chose de complètement différent ». 
Deux jours plus tard, O'Keefe a publié une vidéo dans laquelle Betsy Liley, directrice principale des dons institutionnels chez NPR, semble avoir vérifié auprès de la haute direction. a ajouté que, pour continuer, des informations de base supplémentaires seraient nécessaires, notamment un formulaire IRS 990. Liley a informé l'appelant que les dirigeants de NPR enquêteraient sur eux avant d'accepter un don important, d'examiner les registres fiscaux et de vérifier les informations des autres organisations qui avaient reçu des dons de leur part. Liley évoque la possibilité que NPR refuse des cadeaux substantiels et insiste sur le pare-feu entre la partie générant des revenus de NPR et son activité de presse. NPR a mis Liley en congé administratif. Dans des courriels publiés à la suite de la publication de la vidéo sur Liley, NPR a confirmé que le responsable avait consulté de manière appropriée la direction et informé les prétendus donateurs des problèmes rencontrés avec la méthode de don souhaitée.
Ronald Schiller, qui avait déjà présenté sa démission en janvier afin de pouvoir rejoindre l'Institut Aspen, a démissionné après la sortie de la vidéo lorsque NPR l'a mis en congé administratif. La PDG Vivian Schiller (aucune relation avec Ronald Schiller) a annoncé sa démission, prenant effet immédiatement,,,,,.

### Élections présidentielles américaines (2016)
Un mois avant le lancement de la campagne présidentielle de Donald Trump, la Trump Foundation avait fait un don de 10 000 dollars au Project Veritas de O'Keefe. O'Keefe a assisté, en tant qu'invité de la campagne Trump, au dernier débat présidentiel et a ensuite été disponible dans la salle de tournage après l'événement de Las Vegas,,,,.

#### Vidéos sur Americans United for Change
Le 18 octobre 2016, O'Keefe a diffusé une série de vidéos sur la chaîne YouTube de Project Veritas intitulée Rigging the Election qui montrait apparemment l'ancien directeur national sur le terrain, Scott Foval, d'American United for Change, discutant de la nécessité d'infiltrer des agitateurs, dont « des gens dérangés payés pour faire de la merde devant les rassemblements de Donald Trump pour poser des questions près des journalistes, une pratique courante connue sous le nom de « surveillance des oiseaux » »,. Foval a également déclaré : « Cela fait cinquante ans que nous emmenons des gens par camion pour qu'ils vous traitent, et nous n'allons pas nous arrêter maintenant ». Foval a dit plus tard qu'il parlait de transporter des personnes à des rassemblements. Foval a poursuivi en discutant des conséquences juridiques de la fraude électorale : « Disons simplement qu'en théorie, si une grande enquête était menée sur une fraude électorale majeure, comment pourraient-ils le prouver ?... Si un bus est impliqué, cela change la dynamique... Vous pouvez prouver un complot s'il y a un bus, mais s'il y a des voitures, c'est beaucoup plus difficile à prouver ». L'exactitude des vidéos a été mise en doute pour éventuellement omettre le contexte, et le métrage brut non édité n'a pas été mis à disposition,,,.
La présidente de DNC, Donna Brazile, a déclaré que la séquence vidéo omettait le contexte nécessaire.[réf. nécessaire] Scott Foval a été renvoyé par les Américains-Unis pour le changement après que la première vidéo a été diffusée. Foval a dit plus tard qu'il avait été piégé,,,. Robert Creamer, consultant chez DNC et mari du représentant américain Jan Schakowsky, de D-IL, a déclaré : « Nous regrettons les conversations hypothétiques peu professionnelles et négligentes qui ont été capturées sur des caméras cachées d'un contractant régional de notre société ». « Bien qu'aucun des schémas décrits dans les conversations n'ait eu lieu, ces conversations ne reflètent en rien les valeurs de Democracy Partners ». Peu de temps après, Creamer, qui figurait également dans la vidéo, a déclaré qu'il mettrait fin à son contrat de conseil avec la DNC afin d'éviter de devenir une distraction.
Après la publication de ses vidéos, O'Keefe a déposé une plainte auprès de la Commission électorale fédérale (FEC) contre la campagne présidentielle d'Hillary Clinton et de la DNC, alléguant « un complot criminel » entre la campagne Clinton, la DNC et trois partis de gauche. Le 1er juin 2017, le cabinet Creamer, Democracy Partners, a engagé une action en justice d'un montant de 1 million de dollars contre Project Veritas, affirmant que ce dernier avait menti pour avoir accès au cabinet et contrevenait aux lois anti-écoute électronique.
En réponse à une troisième vidéo dans laquelle O'Keefe a déclaré que Clinton était derrière un stratagème de relations publiques illégales punissant Trump pour ne pas avoir publié ses déclarations de revenus, Hillary Clinton a nié tout acte répréhensible. Des experts indépendants en financement de campagne ont expliqué que la vidéo ne soutenait pas les affirmations de O'Keefe. Clinton a déclaré qu'elle était au courant des activistes déguisés en Donald Duck, qui suivaient Donald Trump lorsqu'ils lui posaient des questions sur ses déclarations de revenus, et qu'elle était amusée.
Le 26 octobre 2016, O'Keefe a publié une quatrième vidéo sur sa chaîne YouTube de Project Veritas Action. La vidéo affirmait que des groupes libéraux soutenant Hillary Clinton prenaient illégalement de l'argent étranger. Le groupe cible, la fondation Americans United for Change, est une organisation 501 (c) 4 et est autorisé à accepter légalement des contributions étrangères. Cependant, les AUC ont rendu l'argent peu de temps après la diffusion de la vidéo. Le chef du groupe a déclaré : « Nous avons rendu l'argent parce que la dernière chose à laquelle nous souhaitons être associés est un personnage comme O'Keefe qui a été condamné et poursuivi avec succès pour sa tactique illégale et ses activités frauduleuses ».
Le 8 novembre 2016 (jour des élections), O'Keefe a passé du temps à contourner des fourgonnettes censées « transporter les gens en urgence aux urnes à Philadelphie ».
Le 9 janvier 2017, Allison Maass, responsable de Project Veritas, a été filmée dans le but de corrompre des membres d'Americans Take Action afin de provoquer une émeute lors de l'inauguration de Trump. Le 16 janvier 2017, Project Veritas a mis en ligne une vidéo montrant des membres de Disrupt J20 membres de la Coalition antifasciste du DC qui complotaient pour utiliser des bombes puantes au DeploraBall. Après la diffusion de la vidéo, Disrupt J20 a nié les déclarations, affirmant que les membres avaient délibérément donné de fausses informations à Veritas. La vidéo a conduit à l'arrestation d'un homme prétendument impliqué dans le plan, ainsi que de deux associés. Les trois personnes ont plaidé coupable.

#### Vidéo officielle des élections à New York
En octobre 2016, Project Veritas a publié une vidéo prise lors d'une fête de vacances de la United Federation of Teachers le 16 décembre 2015. Elle a été secrètement enregistrée par un journaliste sous couverture se faisant passer pour un consultant politique. Dans la vidéo, le commissaire Alan Schulkin, représentant des démocrates de Manhattan au Conseil des élections de la ville de New York, a déclaré qu'il y avait « toutes sortes de fraudes » dans le système électoral.
Schulkin a critiqué le programme d'identité municipal du maire Bill de Blasio en tant que facteur contributif majeur. « Il a donné des cartes d'identité, de Blasio. C'est au lieu d'un permis de conduire, mais vous pouvez l'utiliser pour n'importe quoi. Mais ils n'ont pas vérifié les gens pour voir qui ils sont vraiment. N'importe qui peut y aller et dire : « Je suis Joe Smith, je veux une carte d'identité ». C'est absurde. Il y a beaucoup de fraude. Pas seulement la fraude électorale, toutes sortes de fraudes... C'est pourquoi je deviens plus conservateur en vieillissant », a déclaré Schulkin dans la cassette.
Ne réalisant pas qu'il était enregistré, Schulkin a déclaré : « La loi stipule que vous ne pouvez rien demander. Ce qu'ils devraient vraiment pouvoir faire. Je pense qu'il y a beaucoup de fraude électorale ». Il a poursuivi : « Certains quartiers en particulier, ils amènent les gens à voter. Ils les ont mis dans un bus et se sont rendus site par bureau de vote ». À un autre moment de la conversation, Schulkin a déclaré : « Oh, il y a des milliers de bulletins de vote par correspondance... Je ne sais pas d'où ils viennent ». 
Peu de temps après la diffusion de la vidéo, le maire de Blasio a qualifié le comportement de Schulkin de « totalement inapproprié » et a exigé sa démission.[réf. à confirmer]
Lors d'une réunion ultérieure de la BOE en octobre, M. Schulkin a déclaré que ses propos avaient été sortis de leur contexte et nié être raciste, mais il a défendu son soutien à une loi sur l'identification des électeurs. Les dirigeants du parti lui ont dit lors de la réunion qu'il ne serait pas reconduit dans ses fonctions pour un autre mandat de quatre ans après l'expiration de son mandat le 31 décembre.[réf. à confirmer]

### Tentative de canular sur Abbie Boudreau (2010)
En août 2010, O'Keefe avait planifié une rencontre avec Abbie Boudreau, une correspondante de CNN qui réalisait un documentaire sur le mouvement des jeunes conservateurs. Il a pris rendez-vous dans son bureau du Maryland pour discuter d'un tournage vidéo. Izzy Santa, directrice exécutive de Project Veritas, a averti Boudreau qu'O'Keefe prévoyait de la faire tomber dans un canular qu'il filmerait avec des caméras cachées sur le bateau en tentant de la séduire,. Boudreau n'embarqua pas et fit demi-tour,.
CNN a ensuite publié un document de 13 pages rédigé par Ben Wetmore, le mentor d'O'Keefe. Il y énumére les accessoires pour le programme du canular, y compris des magazines pornographiques, des stimulants sexuelles, des préservatifs, un bandeau pour les yeux et des menottes en fourrure,,. Interrogé par CNN, O'Keefe a nié qu'il allait suivre le plan de Wetmore, estimant qu'une partie de celui-ci était inappropriée. Boudreau a commenté « cela ne semble pas être vrai, selon une série de courriels que nous avons obtenus d'Izzy Santa, qui dit que les courriels révèlent les véritables intentions de James ». 
Après l'incident de Boudreau, le projet Veritas a versé à Izzy Santa une somme à cinq chiffres après qu'elle a menacé de les poursuivre en justice, et elle a signé un accord de confidentialité. Le financement des organisations politiques conservatrices a diminué à la suite de cet incident avec CNN.

### Vidéo du syndicat des enseignants du New Jersey (2010)
Depuis le 25 octobre 2010, O'Keefe a publié sur Internet une série de vidéos intitulée Teachers Unions Gone Wild. À l'époque, la New Jersey Education Association (NJEA) négociait avec le gouverneur du New Jersey, Chris Christie, au sujet des avantages et du mandat des enseignants. O'Keefe a obtenu une vidéo à partir d'enregistrements réalisés par des journalistes citoyens, qu'il a recrutés pour assister à la conférence sur le leadership de la NJEA. Ils ont secrètement enregistré des réunions et des conversations avec des enseignants participants. Des enseignants ont discuté de la difficulté de licencier un enseignant titulaire.
Une deuxième vidéo contenait une conversation téléphonique organisée par O'Keefe avec Lawrence E. Everett, surintendant adjoint des écoles Passaic, dans la ville du New Jersey, dans laquelle Everett refusait de s'engager à licencier un enseignant en se fondant sur la prétendue prétention d'un parent avait utilisé le n-mot avec son enfant. La troisième vidéo (26 octobre 2010) présentait le son d'une voix, identifiée par le directeur associé du NJEA, Wayne Dibofsky, qui alléguait une fraude électorale lors de l'élection du maire de Jersey City en 1997. La voix de Robert Byrne, employé municipal de la ville de Jersey, a été enregistrée sur la même vidéo; il a noté que l'élection était surveillée par des avocats des deux candidats.
Le gouverneur républicain du New Jersey, Chris Christie, a déclaré à l'époque que rien dans les vidéos ne l'avait surpris. Le porte-parole du NJEA, Steve Wollmer, a déclaré que le syndicat et ses avocats discutaient de leurs options concernant d'éventuelles poursuites judiciaires, bien qu'aucune action n'ait été prise. Wollmer a qualifié les vidéos d'« attaque calculée contre cette organisation et ses membres », et a qualifié O'Keefe de « sordide ».

### Vidéos Medicaid (2011)
À l'été 2011, O'Keefe a diffusé des vidéos de la confrontation de ses collègues dans le but de montrer une fraude à Medicaid dans des bureaux situés dans six États : Maine, Caroline du Nord, Ohio, Caroline du Sud et Virginie. Suivant sa stratégie précédente, il a envoyé les communiqués de presse à des points de vente conservateurs sur une période de plusieurs semaines. En juillet 2011, deux groupes conservateurs ont diffusé une vidéo enregistrée secrètement d'une rencontre avec le ministère de la Santé et des Services sociaux du Maine.
Dans la vidéo, un acteur a tenté de demander des prestations tout en laissant entendre qu'il était un passeur de drogue. Americans for Prosperity et O'Keefe ont déclaré qu'il avait[Qui ?] des vidéos similaires enregistrées dans des bureaux situés dans l'Ohio, en Virginie et en Caroline du Sud et qu'il était convaincu qu'il existait un problème systémique. Dans le Maine, le gouverneur LePage a conclu après un examen plus approfondi des vidéos qu'il n'y avait aucune fraude ou intention de fraude,,.
Une vidéo O'Keefe similaire publiée sur le site Web de Project Veritas était censée montrer aux travailleurs du département des services pour l'emploi et les services à la famille de l'Ohio qui assistaient des acteurs se faisant passer pour des trafiquants de drogue dans leur demande de prestations. Sa quatrième vidéo de Medicaid, apparemment tournée à Richmond, en Virginie, a été publiée en juillet 2011. Sean Murphy, vêtu de la même tenue vestimentaire que celle du New Jersey, [O'Keefe] s'est présenté à un employé de Medicaid à Charleston, en Caroline du Sud, en tant qu'importateur irlandais de drogue et membre de l'armée couverture pour 25 camarades blessés qui sont entrés illégalement aux États-Unis. L'aimable travailleur a passé du temps à photocopier les demandes et à traiter avec ce demandeur improbable. Elle lui expliqua que seuls les citoyens américains pouvaient prétendre à Medicaid et l'informa qu'elle ne faisait aucune promesse que les 25 prétendus membres de l'IRA seraient admissibles. Elle a dit qu'il devait respecter la loi et lui a dit qu'elle ne voulait pas connaître les détails, car la loi fédérale protège la vie privée des patients. « Comme je l'ai dit, il faudrait que quelqu'un vienne ici et assigner notre information à comparaître afin de nous permettre de divulguer toute information, il y a, et c'est ce que nous suivons. C'est une loi fédérale et ils menacent de lourdes amendes - qu'ils ne me paient pas autant par an qu'ils menacent de me condamner à une amende - il n'est donc certainement pas dans mon intérêt de divulguer quoi que ce soit à qui que ce soit, car je ne peux pas me le permettre, Je ne veux pas aller en prison »,. 

#### Accueil
Les vidéos ont attiré moins l'attention des médias que les efforts antérieurs d'O'Keefe. En règle générale, les représentants de l'État et les représentants ont reconnu les problèmes potentiels, mais ont également réagi avec modération, afin de laisser le temps nécessaire pour enquêter et évaluer les incidents. Après avoir visionné la vidéo, le gouverneur du Maine, Paul LePage, a remercié la personne qui l'avait prise et a déclaré : « La vidéo dans son intégralité ne montre pas une personne qui aide délibérément une personne à frauder le système de protection sociale. Cela montre un besoin de connaissances professionnelles supplémentaires et d'une formation continue et améliorée du personnel ». Il a également déclaré que « nous aurions encore six mois pour régler le problème » s'il avait reçu la vidéo lors de son tournage. LePage a demandé à son directeur d'agence de corriger le problème.
Les médias de l'Ohio ont initialement annoncé qu'un « employé du service des emplois et de la famille du comté de Franklin avait été mis en congé administratif et qu'au moins une autre personne était au chômage » à la suite de la diffusion de la vidéo. Ben Johnson, du département de l'emploi et des services à la famille de l'Ohio, a fait remarquer que les avantages n'avaient jamais été accordés dans l'affaire, et que l'histoire inventée aurait été capturée si le processus de demande s'était poursuivi. Il a déclaré que son bureau utiliserait la vidéo pour renforcer la formation du personnel. Mike DeWine, procureur général de l'Ohio, a qualifié la vidéo de l'Ohio d' scandaleuse et avait l'intention de donner pour instruction à l'unité de lutte contre la fraude de Medicaid de son État d'examiner l'incident,. Le directeur du département de l'emploi et des services à la famille de l' Ohio, Michael Colbert, a informé les chefs de comté de la nécessité de se recycler, afin de « s'assurer qu'ils puissent identifier les personnes qui tentent de frauder le gouvernement ». À la suite d'une enquête menée par des représentants de l'État, le travailleur de Medicaid qui avait entraîné le policier d'O'Keefe à la recherche de son père et prétendait posséder un yacht ainsi qu'un hélipad sur la manière de cacher leur propriété (également revendiquée) d'une automobile de 800 000 $ congés administratifs payés. Un porte-parole du gouverneur de Virginie, Bob McDonnell, a déclaré qu'il avait demandé à la police de l'État d'examiner la vidéo et de prendre les mesures appropriées.
À Charleston, en Caroline du Sud, Anthony Kreck, directeur du ministère de la Santé et des Services sociaux de cet État, a déclaré que la vidéo filmée dans son pays « soulève des inquiétudes quant au niveau de formation et de soutien de notre personnel pour faire face aux situations scandaleuses ». Il a également exprimé sa préoccupation pour la sécurité de l'employé de l'Etat avec le chiffre [Sean Murphy] dans la vidéo « qui pourrait être interprété comme intimidant » et s'est demandé pourquoi la sécurité n'était pas appelée.

### Vidéo New Hampshire Primary (2012)
En janvier 2012, O'Keefe a diffusé une vidéo montrant des associés obtenant un certain nombre de bulletins de vote pour la New Hampshire Primary en utilisant les noms des électeurs récemment décédés. Il a déclaré que la vidéo montrait que « l'intégrité du processus électoral est gravement compromise  [sic] ». Son équipe a sélectionné les noms des nécrologies publiées, qui ont été vérifiées par rapport aux informations publiques figurant sur les listes électorales. O'Keefe a déclaré que son équipe n'avait enfreint aucune loi, car ils ne prétendaient pas être les personnes décédées lorsqu'ils avaient demandé les bulletins de vote et n'avaient pas voté après avoir reçu ces bulletins. Une des tentatives de ses associés a été interceptée par un superviseur du scrutin au bureau de vote, qui a reconnu que le nom qu'il avait donné était celui d'un défunt; l'associé en question est parti avant l'arrivée de la police.

#### Accueil
Sarah Parnass de ABC News a rapporté que la vidéo « explique soit pourquoi les lois sur le vote sont trop laxistes, soit s'apparente à une fraude électorale (ou aux deux)... » Un compte de média l'a qualifié de cascade. Le gouverneur du New Hampshire, John Lynch, a déclaré : « Je trouve scandaleux que des non-statateurs arrivent au New Hampshire, se rendent dans nos bureaux de vote et se présentent sous un faux jour aux responsables des élections. étendue de la loi, si en fait ils sont reconnus coupables d'un acte criminel ». Le procureur général du New Hampshire et le bureau du procureur américain ont annoncé l'ouverture d'une enquête sur la vidéo.
Le procureur général adjoint du New Hampshire, Richard Head, a déclaré qu'il enquêterait sur les faiblesses éventuelles du système électoral, personne morte ou personnes. Head a annoncé qu'il enquêterait sur la possibilité que les cinéastes commettent des crimes tout en produisant des vidéos.
Le professeur de droit de l'université Hamline, David Schultz, a déclaré : « S'ils [le groupe de O'Keefe] entrait délibérément et tentait d'obtenir frauduleusement un bulletin de vote, ils violaient la loi », faisant référence au titre 42, qui interdit de fournir des bulletins de vote frauduleusement. Le bureau du procureur général du New Hampshire a par la suite abandonné son enquête sur O'Keefe pour fraude potentielle en 2013 

### Patrick Moran (2012)
Le 24 octobre 2012, une vidéo a été diffusée montrant Patrick Moran, fils du député américain Jim Moran (D-VA), et un directeur de terrain représentant la campagne de son père, discutant d'un plan de vote frauduleux, qui lui avait été proposé par quelqu'un qui se posait comme un fervent partisan de la campagne. La personne à qui il parlait était un activiste conservateur du Project Veritas de O'Keefe et enregistrait secrètement la conversation. Patrick Moran a démissionné de la campagne, déclarant qu'il ne voulait pas être une source de distraction pendant les élections, déclarant : « Je n'ai aucun intérêt à ce que je veuille ou non jamais adopter un comportement illégal ou contraire à l'éthique. A aucun moment je n'ai pris cette personne au sérieux. Il m'a semblé instable et plaisant, et c'est pour cette raison que je l'ai aimé. Avec le recul, j'aurais du partir immédiatement, en précisant qu'il n'y a pas de place dans le processus électoral pour même la suggestion d'un comportement illégal, plaisantant ou non. » Le service de police du comté d'Arlington, en Virginie, a été mis au courant de la vidéo et a ouvert une enquête criminelle sur chaque élément de l'affaire.
Le 31 janvier 2013, le comté d'Arlington a annoncé que l'enquête de son département de police, en collaboration avec les bureaux du procureur général de Virginie et du procureur du comté d'Arlington, était terminée et qu'aucune accusation ne serait portée. Le comté a déclaré : « Patrick Moran et la campagne de Jim Moran pour le Congrès ont coopéré pleinement tout au long de l'enquête. Malgré des tentatives répétées d'impliquer la partie responsable de la production de la vidéo, ils n'ont fourni aucune assistance ». 

### Franchissement de la frontière entre les États-Unis et le Mexique (2014)
En août 2014, O'Keefe s'est déguisé en Oussama ben Laden (décédé trois ans auparavant) et a traversé la frontière américano-mexicaine au Texas dans les deux sens pour « montrer que nos élus avaient menti au peuple américain » sur la sécurité des frontières. Le sénateur américain John McCain a évoqué cet incident lors d'une audience devant le Congrès au sujet du terrorisme,.

### Tentative de fraude électorale (2014)
En octobre 2014, O'Keefe et ses deux collègues ont tenté d'amener le représentant au Congrès Jared Polis et le sénateur américain Mark Udall, ainsi que des organisations politiques indépendantes, à être d'accord avec la fraude électorale selon plusieurs membres du personnel ayant interagi avec O'Keefe et ses collègues. Les personnes présentes ont commencé à photographier l'équipe d'O'Keefe et à les informer que ce qu'ils préconisaient était illégal; une association a déclaré avoir contacté la police.

### Tentative d'opération sous couverture sur l'Open Society Foundations (2016)
Le 16 mars 2016, O'Keefe a tenté d'appeler l'Open Society Foundations sous le pseudonyme de « Victor Kesh », se décrivant comme faisant partie d'une association cherchant à s'impliquer avec l'OSF et pour les valeurs européennes. O'Keefe a oublié de raccrocher après l'enregistrement de la messagerie vocale. Plusieurs minutes d'audio supplémentaires ont été enregistrées, révélant qu'il était rattaché au site Discover the Networks (en), et qu'il voulait créer une série utilisant des vidéos embarrassantes et d'autres enregistrements de ses cibles.

### Dirigeants des syndicats d'enseignants du New Jersey (2018)
Le 2 mai 2018, Project Veritas a publié sur YouTube une vidéo montrant un administrateur du syndicat d'enseignants du New Jersey discutant avec un enseignant qui aurait frappé un élève. L'enseignant a été suspendu après la diffusion de la vidéo, dans l'attente d'une enquête. Le lendemain, O'Keefe a diffusé une deuxième vidéo montrant un autre administrateur du syndicat d'enseignants du New Jersey parlant aux étudiants d'un incident présumé différent selon lequel un enseignant aurait poussé et blessé un élève. Dans la vidéo, l'administratrice se serait vantée de ses efforts pour conserver une pension pour un enseignant qui aurait eu des relations sexuelles avec un élève. Elle a également été suspendue dans l'attente d'une enquête. Le 5 mai, le Sénat du New Jersey a annoncé son intention de convoquer un comité mixte chargé d'enquêter sur les incidents.

#### Accueil
Le Project Veritas utilise des méthodes non employées par des journalistes de renom, y compris une fausse représentation de l'identité de ses agents. O'Keefe se présente comme un « journaliste de guérilla ». Ces méthodes ont suscité un débat sur ce que signifie être journaliste et sur ce qui constitue une bonne pratique journalistique, en particulier en ce qui concerne le travail d'infiltration.
Le 9 mars 2011, Tim Kenneally et Daniel Frankel ont rapporté pour thewrap.com que certains partisans de O'Keefe l'appelaient la réponse de la droite à une longue lignée de « fauteurs de troubles hybrides de gauche » qui font la couverture de Rolling Stone, comme Paul Krassner et Abbie Hoffman. Dans ce même rapport de mars 2011, Marty Kaplan, directeur du Norman Lear Center à l'école Annenberg de l'université du Sud de la Californie pour la communication et le journalisme, aurait déclaré : « [O'Keefe] ne fait pas du journalisme. C'est agitpop [sic], politi-punking, divertissement au piège. Il n'y a pas de définition responsable du journalisme qui inclut ce qu'il fait ou comment il le fait. Son succès à persuader sa proie de se faire du mal est une mesure de la faillibilité et de la sottise de quiconque, y compris de bonnes personnes, peut parfois l'être. » Jim Rutenberg et Campbell Robertson du New York Times ont déclaré qu'O'Keefe avait tenté en 2010 d'altérer le système téléphonique du bureau du sénateur Landrieu : il pratiquait une sorte de « journalisme gonzo» et sa tactique consiste à caricaturer les valeurs politiques et sociales de ses ennemis en les portant à des extrêmes farfelus ». 
Jonathan Seidl, de TheBlaze, a déclaré à propos de la première vidéo de NPR : « En fin de compte, la vidéo soulève des questions sur NPR, mais elle soulève également des questions sur le journalisme d'infiltration, qui peut parfois frôler le piège ». Scott Baker de TheBlaze a écrit en mars 2011 sur les vidéos de NPR, affirmant qu'O'Keefe était « contraire à l'éthique » parce qu'il s'appelle lui-même un « journaliste d'investigation » mais « utilise des tactiques de montage qui semblent conçues pour mentir ou induire en erreur intentionnellement sur le contenu présenté ». 
Dans une interview accordée à O'Keefe en mars 2011, le journaliste de NPR Bob Garfield a demandé, se référant aux vidéos d'ACORN : « Si votre technique journalistique est un mensonge, pourquoi devrions-nous croire tout ce que vous avez à dire ? » O'Keefe a répondu que ses techniques devraient être décrites comme une forme de théâtre de guérilla plutôt que de « mentir - vous posez comme une chose que vous n'êtes pas, afin de capturer des conversations franches de votre sujet. Mais je ne dirais pas que c'est un mensonge ».
En juillet 2011, Dean Mills, doyen de la Missouri School of Journalism, a comparé O'Keefe à Michael Moore et a déclaré : « Certains éthiciens estiment qu'il n'est jamais normal qu'un journaliste trompe pour une raison quelconque, mais il y a des torts dans le monde. cela ne sera jamais exposé sans une sorte de subterfuge ». Le journaliste de The Atlantic Conor Friedersdorf a répondu que le péché mortel d'O'Keefe n'était pas d'avoir induit en erreur ses sujets, mais qu'il avait induit en erreur ses spectateurs en présentant ses vidéos au public d'une manière « peu honnête qui dépasse de loin la sélection normale ».

## Publications
- James O'Keefe, Breakthrough : Our Guerrilla War to Expose Fraud and Save Democracy, New York, Threshold Editions, 2013, 352 p. (ISBN 978-1-4767-0619-1, OCLC 893099977, lire en ligne)
- American Pravda : Mon combat pour la vérité à l'ère des fausses informations, New York : Presse de St. Martin, 2018.  (ISBN 978-1250154644)